# ککس (آلیکانته)
کُکس (به اسپانیایی: Cox) دهستانی در استان آلیکانتهٔ اسپانیا است.
در این دهستان ۶٬۶۴۲ نفر زندگی می‌کنند. مساحت این دهستان ۱۶٫۶۶ کیلومتر مربع است.